# Új-Zéland az 1976. évi téli olimpiai játékokon
Új-Zéland az ausztriai Innsbruckban megrendezett 1976. évi téli olimpiai játékok egyik részt vevő nemzete volt. Az országot az olimpián 1 sportágban 5 sportoló képviselte, akik érmet nem szereztek.

## Alpesisí
Férfi
| Versenyző       | Versenyszám      | 1. futam      | 1. futam      | 2. futam      | 2. futam      | Összesítés    | Összesítés    |
| Versenyző       | Versenyszám      | Idő           | Hely.         | Idő           | Hely.         | Idő           | Helyezés      |
| --------------- | ---------------- | ------------- | ------------- | ------------- | ------------- | ------------- | ------------- |
| Robin Armstrong | Lesiklás         |               |               |               |               | nem ért célba | nem ért célba |
| Robin Armstrong | Óriás-műlesiklás | nem ért célba | nem ért célba | kiesett       | kiesett       | kiesett       | kiesett       |
| Robin Armstrong | Műlesiklás       | nem ért célba | nem ért célba | kiesett       | kiesett       | kiesett       | kiesett       |
| Stuart Blakely  | Lesiklás         |               |               |               |               | 1:57,91       | 53.           |
| Stuart Blakely  | Óriás-műlesiklás | 2:02,12       | 68.           | nem ért célba | nem ért célba | kiesett       | kiesett       |
| Stuart Blakely  | Műlesiklás       | 1:13,17       | 41.           | 1:15,60       | 34.           | 2:28,77       | 35.           |
| Brett Kendall   | Lesiklás         |               |               |               |               | 2:00,57       | 60.           |
| Brett Kendall   | Óriás-műlesiklás | 2:01,82       | 66.           | 2:02,23       | 43.           | 4:04,05       | 44.           |
| Brett Kendall   | Műlesiklás       | 1:18,12       | 42.           | 1:20,26       | 36.           | 2:38,38       | 36.           |

Női
| Versenyző   | Versenyszám      | 1. futam | 1. futam | 2. futam | 2. futam | Összesítés | Összesítés |
| Versenyző   | Versenyszám      | Idő      | Hely.    | Idő      | Hely.    | Idő        | Helyezés   |
| ----------- | ---------------- | -------- | -------- | -------- | -------- | ---------- | ---------- |
| Sue Gibson  | Lesiklás         |          |          |          |          | 2:03,49    | 38.        |
| Sue Gibson  | Óriás-műlesiklás |          |          |          |          | 1:49,30    | 42.        |
| Sue Gibson  | Műlesiklás       | 1:02,59  | 28.      | 1:00,94  | 20.      | 2:03,53    | 19.        |
| Janet Wells | Óriás-műlesiklás |          |          |          |          | 1:48,42    | 41.        |